# Sipapoantha obtusisepala
Sipapoantha obtusisepala är en gentianaväxtart som beskrevs av Lepis, Maas och Struwe. Sipapoantha obtusisepala ingår i släktet Sipapoantha och familjen gentianaväxter. Inga underarter finns listade i Catalogue of Life.